# Idaea eugeniata
Idaea eugeniata là một loài bướm đêm trong họ Geometridae.